# Thermodiaptomus galebi
Thermodiaptomus galebi is een eenoogkreeftjessoort uit de familie van de Diaptomidae. De wetenschappelijke naam van de soort is voor het eerst geldig gepubliceerd in 1891 door Barrois.